# Liesville-sur-Douve
Liesville-sur-Douve är en kommun i departementet Manche i regionen Normandie i norra Frankrike. Kommunen ligger i kantonen Sainte-Mère-Église som tillhör arrondissementet Cherbourg. År 2022 hade Liesville-sur-Douve 214 invånare.

## Befolkningsutveckling
Antalet invånare i kommunen Liesville-sur-Douve
| Referens: INSEE |